# 1604 en arts plastiques
| Années des arts plastiques : 1601 - 1602 - 1603 - 1604 - 1605 - 1606 - 1607    |
| Décennies des arts plastiques : 1570 - 1580 - 1590 - 1600 - 1610 - 1620 - 1630 |

La Madone des pèlerins, du Caravage

Cette page concerne l'année 1604 en arts plastiques.

## Œuvres
- David Kindt, Autoportrait

## Naissances
- 23 février : Jean Dubois le Vieux, peintre français († 19 avril 1676),
- 26 avril : Chöying Dorje, 10e Karmapa, chef de la lignée karma-kagyu du bouddhisme tibétain, également peintre et sculpteur († 13 décembre 1674),
- 8 juillet : Christiaen van Couwenbergh, peintre néerlandais († 4 juillet 1667),
- 4 octobre : Baccio del Bianco, peintre, ingénieur, scénographe et architecte italien († 29 avril 1656),
- ? :
  - Mario Balassi, peintre baroque italien († 9 octobre 1667),
  - Jan Boeckhorst, peintre baroque allemand († 21 avril 1668).

## Décès
- 12 février : Philippe Danfrie, médailleur français (° 1572),
- ? :
  - Filippo Bellini, peintre italien (° vers 1550),
  - Giacomo Del Duca, architecte et sculpteur italien (° 1520),
  - Étienne Dupérac, architecte, peintre et graveur français (° 1520),
  - Ma Shouzhen, peintre chinoise (° 1548),

- Vers 1604 :
- Zacharias Dolendo, graveur des Pays-Bas espagnols (° 1561),

- 1604 ou 1605 :
- Lodewijk Toeput, peintre et dessinateur d'origine flamande (° vers 1550).